# 平谷峠
平谷峠（ひらやとうげ）は、長野県下伊那郡平谷村から同郡売木村へ通じる峠。標高1,160m。
峠を通る国道418号は売木村から平谷村へ抜ける唯一の道路であり、この峠越えが下伊那郡南部から中京方面へと抜ける主要道。
売木側の展望が良く、峠近くには展望広場があり南アルプスの山々が眺望できる。